# Valdebebas
Valdebebas es un área residencial dividida entre los barrios de Timón (Barajas) y Valdefuentes (Hortaleza), en el norte de la ciudad de Madrid (España). Con un área superior a los 10 millones de metros cuadrados, para el año 2019 está en desarrollo, con un total de 11 400 viviendas planificadas. Desde finales de 2013 el barrio está habitado y actualmente se encuentran empadronados en él 29 883 vecinos.
Actualmente cuenta con dos colegios públicos (CEIP Alfredo Di Stefano y Nuria Espert), aunque carece de otros servicios como Centro de Atención Primaria o Instituto de Educación Secundaria.
Su territorio está delimitado al este por la autopista de peaje M-12, al norte por la autopista de peaje Radial 2, al oeste por la M-40 y al sur con la autopista M-11. 
Forman parte del barrio el parque forestal de Valdebebas-Felipe VI, con 470 ha de extensión se trata de un área forestal restaurada que recrea cinco ecosistemas autóctonos del interior de la península ibérica y el parque Princesa Leonor, finalizada su ejecución en 2023. También es destacable la presencia de la Ciudad Real Madrid al sur del desarrollo urbanístico.

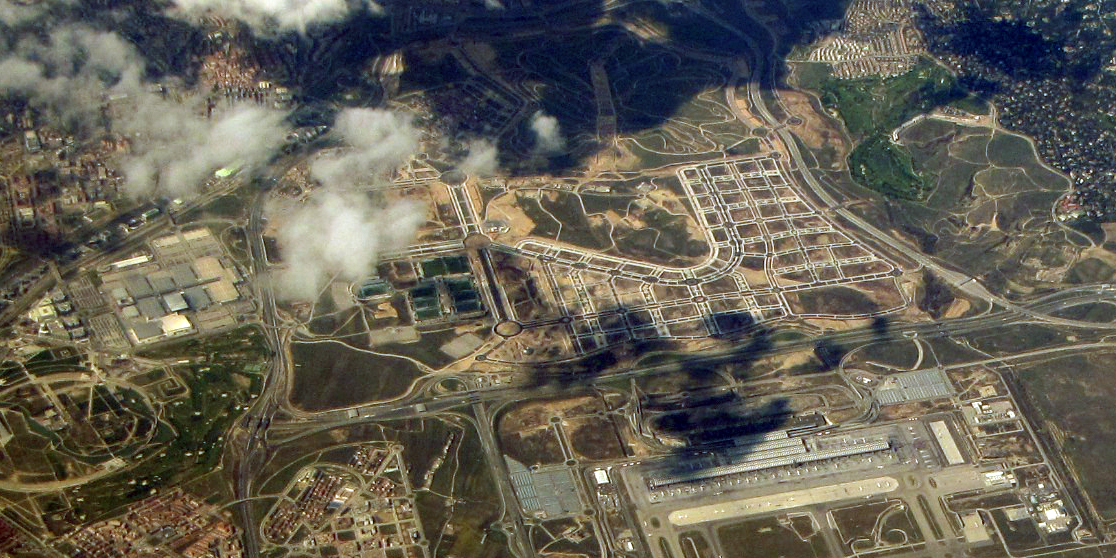
Fotografía aérea de Valdebebas

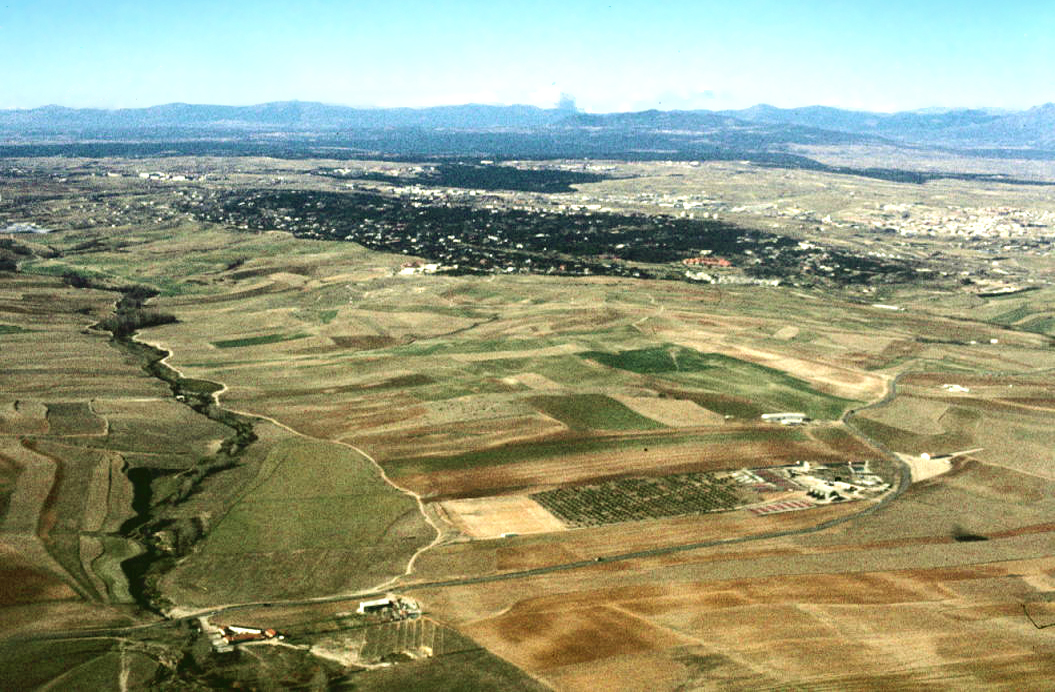
Zona de Valdebebas en 1980

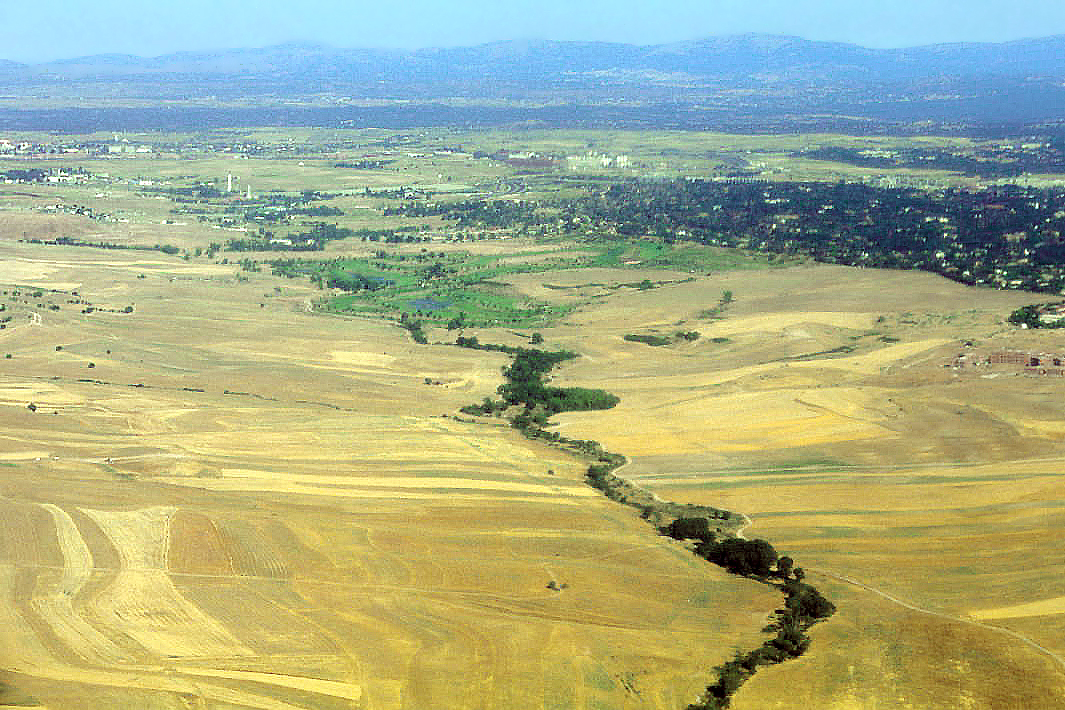
Zona de Valdebebas en 1996

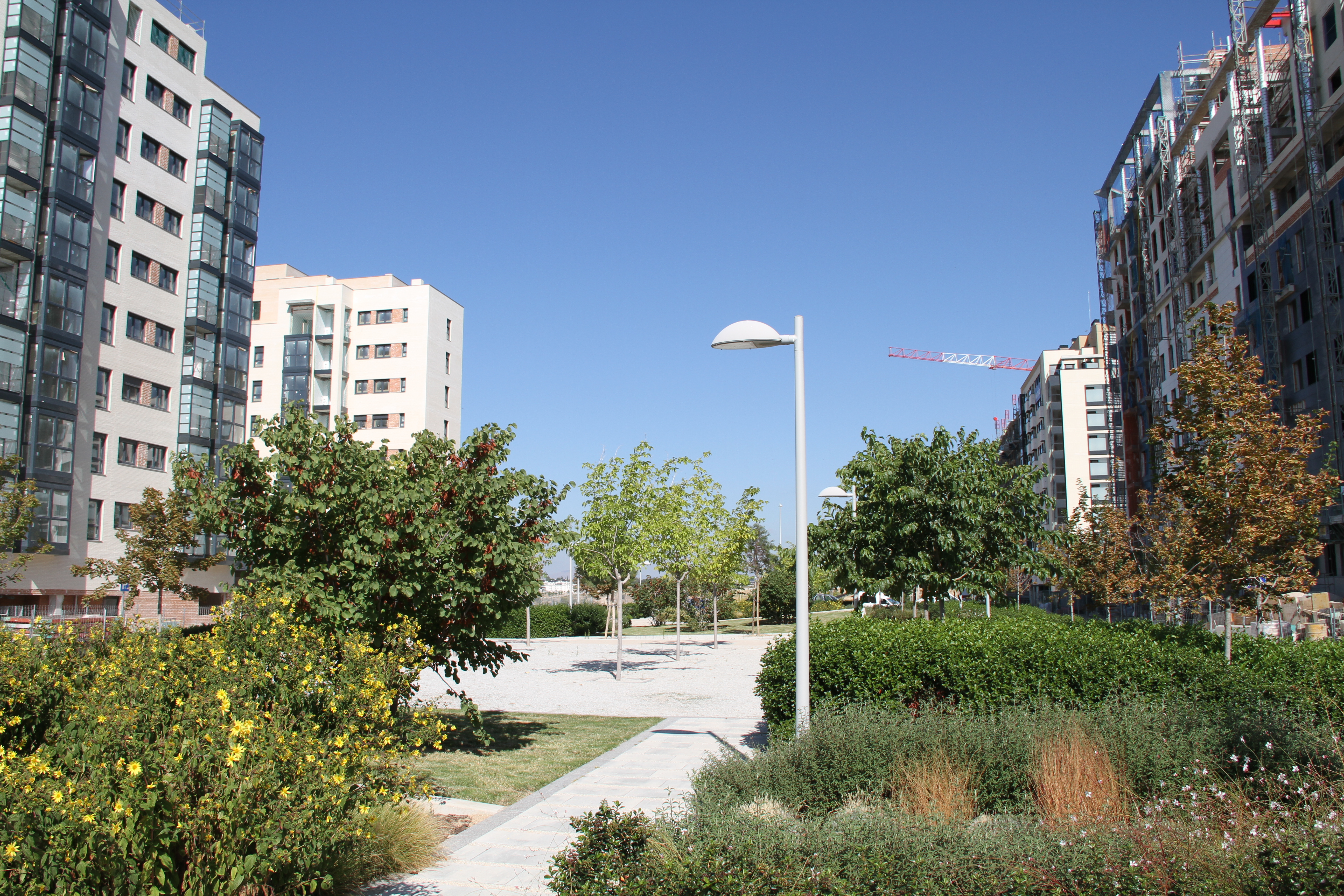
Una calle de Valdebebas en 2013

En Valdebebas se ha creado un modelo de ciudad compacta en la que es viable la presencia de todos los equipamientos públicos, y que fomenta la movilidad urbana a través de 27 kilómetros de carril-bici urbano, amplias avenidas y áreas verdes.

## Características generales
El barrio cuenta con 27 kilómetros de carril-bici, 13 de carril bus y tiene ya ejecutado el viario e instalaciones, los parques urbanos y bulevares ajardinados. En el verano de 2011 dio comienzo la construcción de las primeras promociones de viviendas. Actualmente, se encuentran abierto y cedido al ayuntamiento todo el viario público y zonas verdes: zona central, franja correspondiente a la urbanización de Las Cárcavas y el parque forestal, el remate del Encinar de los Reyes, con su acceso desde La Moraleja, conectores verdes, parques de la centralidad y fachada urbana, zonas deportivas, así como los dos puentes de unión con Sanchinarro sobre la autopista M-40.

## Transporte

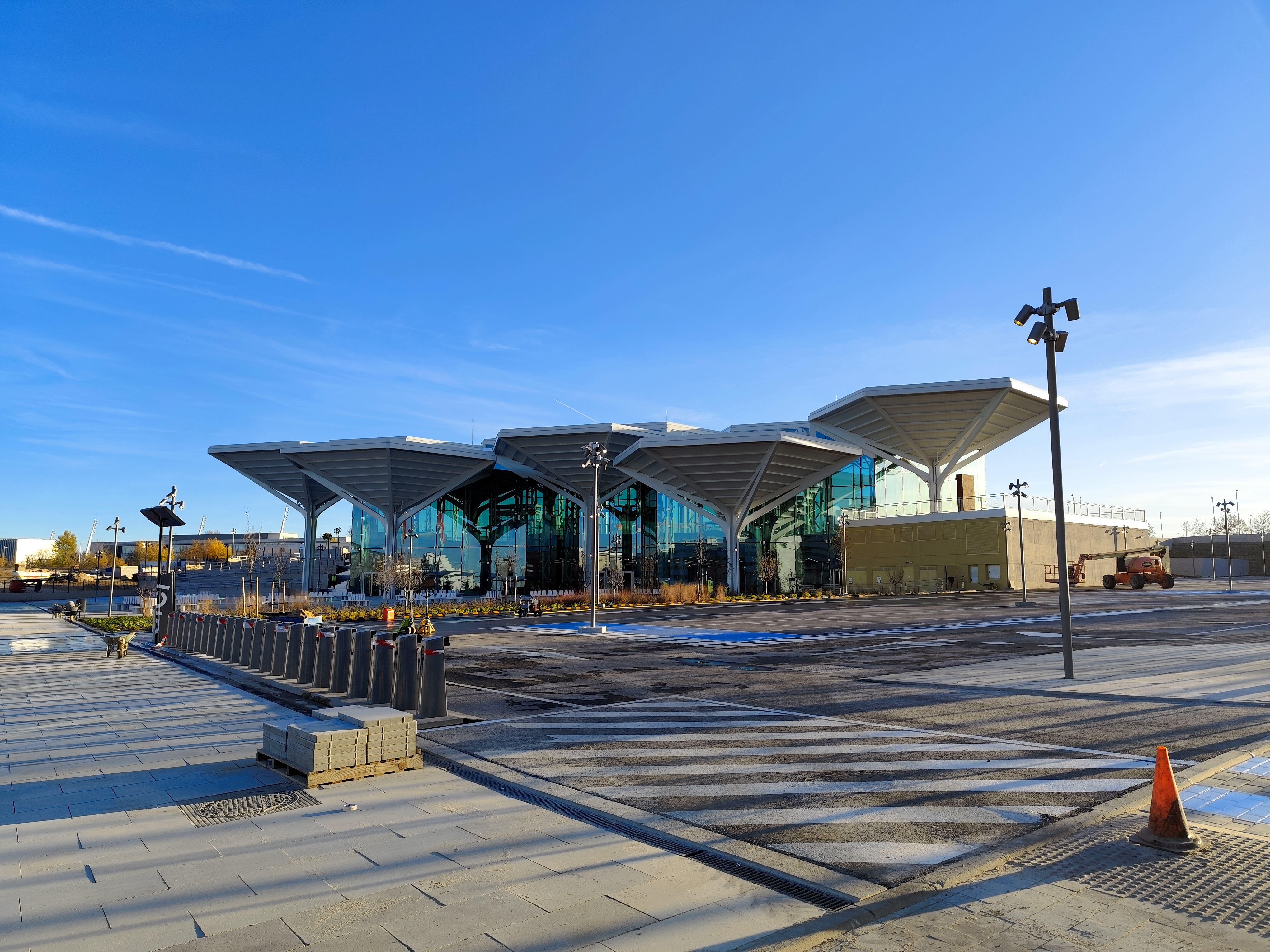
Intercambiador de Valdebebas

### Por carretera
Dispone de accesos por calles urbanas desde Las Cárcavas, Sanchinarro, El Encinar de los Reyes y el Aeropuerto de Madrid-Barajas. A través de la avenida Alejandro de la Sota o la calle de Francisco Umbral, se accede a la autopista M-11.

### En autobús
Prestan servicio al área residencial las siguientes líneas urbanas e interurbanas.
| Línea | Recorrido                                                         | Operador       |
| ----- | ----------------------------------------------------------------- | -------------- |
| 171   | Mar de Cristal – Valdebebas                                       | EMT Madrid     |
| 174   | Plaza de Castilla – Valdebebas                                    | EMT Madrid     |
| SE709 | Feria de Madrid - Hospital Isabel Zendal                          | EMT Madrid     |
| BR1   | Valdebebas - Hospital Ramón y Cajal                               | EMT Madrid     |
| N2    | Plaza de Cibeles – Valdebebas                                     | EMT Madrid     |
| 155B  | Madrid (Plaza de Castilla) - Alcobendas (El Encinar de los Reyes) | Interbus       |
| 828   | Madrid (Canillejas) - Alcobendas - Universidad Autónoma           | Empresa Montes |

### En tren
Valdebebas cuenta con un intercambiador de transportes, donde confluye una estación de ferrocarril. Pertenece a la línea C-1 de Cercanías Madrid.

## Avances en el desarrollo
El barrio cuenta con 27 kilómetros de carril-bici, 13 de carril bus y tiene ya ejecutado el viario e instalaciones, los parques urbanos y bulevares ajardinados. En verano de 2011 dio comienzo la construcción de las primeras promociones de viviendas y más de 3000 viviendas están en construcción o acabadas. Actualmente, se encuentran abierto y cedido al ayuntamiento todo el viario público y zonas verdes: zona central, franja correspondiente a la urbanización de Las Cárcavas y la zona sur del parque forestal, el remate del Encinar de los Reyes, con su acceso desde La Moraleja, conectores verdes, parques de la centralidad y fachada urbana, zonas deportivas, así como los dos puentes de unión con Sanchinarro sobre la autopista M-40. El puente de conexión con la terminal 4 del aeropuerto se encuentra ya finalizado y ha recibido el nombre de Puente de la Concordia. 
Desde finales de 2013, Valdebebas está habitado y cuenta con comercios y servicios abiertos o en construcción como restaurantes, cafeterías, pastelerías, farmacias, escuelas infantiles, clínicas privadas, veterinaria, gasolinera, tiendas, etc.
A finales de 2018 se aprueba la reparcelación económica de la zona. Esto permite que vuelvan las grúas y que aquellas promociones que no se llegaron a construir puedan solicitar su licencia de obra. También se da permiso para empezar a edificar el distrito financiero de Valdebebas, además de poder comercializar el futuro centro comercial del barrio.
En mayo de 2024 la población censada en Valdebebas ascendía ya de forma oficial a 29 883 vecinos, si bien la población residente en el barrio se acerca casi a los 39 000 vecinos debido a las numerosas promociones de alquiler y coliving no planificados inicialmente. La pastilla comercial para el futuro gran centro comercial de 145 000 metros cuadrados, fue comercializada a General de Galerías Comerciales, presidida por el empresario Tomás de Olivo. En 2020 se creó el Hospital de Emergencias Enfermera Isabel Zendal, y se anunció la llegada de un ramal del metro a Valdebebas, con 3 nuevas estaciones proyectadas para 2030. En 2021 se inician las obras del parque Princesa Leonor, corazón verde del desarrollo, junto al parque forestal.
En 2024 se ultima la construcción de un gran intercambiador de transportes, el proyecto pretende crear una imagen de continuidad del propio parque de Valdebebas, adaptando volúmenes orgánicos e integrándolo en el paisaje. Servirá para conectar la futura estación de la línea 11 de Metro, autobuses urbanos, el Bus Rapid que une Valdebebas con el Hospital Ramón y Cajal, y la estación de Cercanías.

## Parques
Valdebebas cuenta con dos grandes parques, el parque forestal de Valdebebas-Felipe VI y el parque Princesa Leonor que están conectados entre ellos. El parque Felipe VI es el segundo parque público más grande de Madrid en extensión por detrás de la Casa de Campo. Además de estos dos parques, el barrio cuenta con numerosos jardines, parques infantiles y áreas verdes más pequeñas distribuidos por todo el barrio.

## Equipos deportivos
- Triatlón Valdebebas
- Pádel Valdebebas
- Club de fútbol Valdebebas